# 1503 în literatură
- 1502 în literatură — 1503 în literatură — 1504 în literatură

Anul 1503 în literatură a implicat o serie de evenimente semnificative. 

## Eseuri

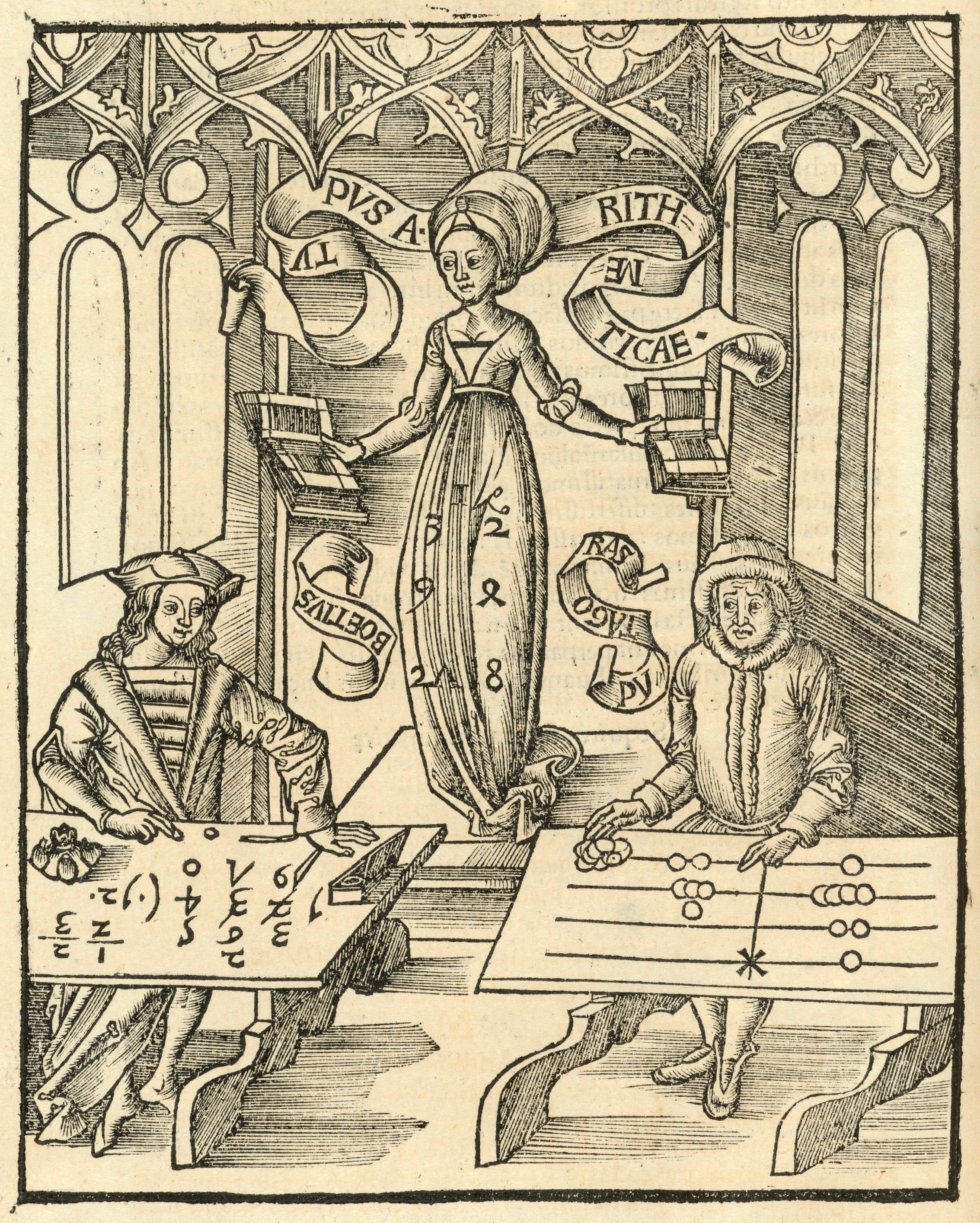
Margarita Philosophica, gravură din ediția 1503

- Enchiridion militis christianis (Manuel du chevalier chrétien - manualul cavalerului creștin)
- Margarita Philosophica, enciclopedie de umanistul german Gregor Reisch.

## Decese
Format:1503